# Pabitra Kumar Sen
Pabitra Kumar Sen en hindi: पबितरा कुमार सेन (Comilla, Bangladés, 15 de mayo de 1906-Calcuta, 15 de septiembre de 1997) fue un naturalista, profesor Khaira de agricultura en la Universidad de Calcuta, y fundador del College de Agricultura en la Universidad de Calcuta, en los 1950s.
En los 1920s, Sen obtuvo su grado doctoral por el Imperial College de Londres, Inglaterra; y, sirvió como fisiólogo vegetal y horticultor bajo el gobierno de la India británica durante la década de 1930, en Sabore, Estado de Bihar, India. Fue invitado por Syama Prasad Mookerjee para dar comienzo la universidad. Él fue muy influenciado por Gandhi y por Tagore; y, trabajó en la reconstrucción de Santiniketan durante los 1940s.
En 1948, fundó Seva-Bharati, en la ciudad de Kapgari, Midnapur, Bengala Occidental, como resultado de aplicar la educación para elevar las condiciones de vida de los muy pobres. Sen comenzó con Kapgari, uno de los pueblos más pobres de  India, y creó escuelas que iban desde guarderías hasta centros de investigación. Sen escribió un artículo de investigación sobre varios trabajos interesantes de desarrollo del área, en un documento titulado, "La situación del pueblo en la India y la reorganización de sus recursos agrícolas: un estudio de caso" publicado en Agricultural Administration, Elsevier.
Seva-Bharati hoy alberga la primera Krish Vigyan Kendra SBKVK (Centro de Ciencias de Graduados) en Bengala Occidental, NAARM entrada de la agricultura a la India KVK Bengala Occidental, El Centro de Investigación Agrícola de la Universidad de Calcuta, la Universidad de grado bajo la Universidad de Vidyasagar, escuelas medias, escuelas básicas y prebásicas bajo la Junta de Educación Media de Bengala Occidental.